# Maren Sømme
Maren Sømme (Stavanger, 9 juni 1858 – aldaar, 20 november 1946) was een Noors pianiste.
Maren Sophie Berner werd geboren binnen het gezin van koopman Jorgen Ambrozius Berner en Ingeborg Marie Qvie. Ze huwde in 1879 consul, verzekeringsman en beurscommissaris Andreas Jacobsen Sømme en kreeg een viertal kinderen. Hun tweede kind Johanna Margaretha Bull Kielland Sømme (1882, vernoemd naar haar oma) overleed voordat ze één jaar oud was en de ouders gaven die naam (1890-1932) vervolgens aan hun derde boreling. Hun zoon Axel Christian Zetlitz Sømme (1899-1991) was geograaf.
Ze kreeg haar muzikale opleiding aan het Conservatorium van Leipzig. Maren Sømme trad rond 1890 een aantal keren op in Bergen en Stavanger. Voor het overige gaf ze pianoles in die laatste stad.
Een concert:
- 10 mei 1892: Stavanger: Ze speelde samen met Agathe Backer-Grøndahl het Vijfde pianoconcert van Wolfgang Amadeus Mozart in een versie voor twee piano’s.